# Орієнтальні православні церкви
Орієнта́льні правосла́вні це́ркви (також дохалкідоніські церкви, нехалкідонські церкви, монофізитські церкви, міафізитські церкви) — це група східнохристиянських церков, що дотримуються міафізитської христології, в цілому по всьому світу приблизно 60 мільйонів членів. Орієнтальні православні церкви в основному є частиною тринітарної нікейської християнської традиції, якою поділяються сучасні церкви, і представляють одну з найдавніших її філій. Ця група давніх орієнтальних християнських церков, що не визнають Халкедонський собор та усі наступні Вселенські собори в переліку Східно-православної та Західно-католицької церков. Як одні з найстаріших релігійних установ у світі, Орієнтальні православні церкви відігравали помітну роль в історії та культурі Вірменії, Єгипту, Еритреї, Ефіопії, Судану та частини Близького Сходу та Індії. Східнохристиянський орган автокефальних церков, його єпископи є рівними за єпископським саном, і його доктрини можуть бути узагальнені тим, що церкви визнають справедливість лише перших трьох вселенських соборів.
Помилково вважаються монофізитськими. Але їхня христологія походить від Александрійської школи та її яскравого представника св. Кирила Александрійського. Їхнє вчення засноване на формулі святого Кирила «μία φύσις τοῦ θεοῦ λόγου σεσαρκωμένη» («Єдина природа Бога Слово, що прийняв плоть»), тому коректна назва їхнього вчення — міафізитство.
Від «Халкедонських» церков відрізняються лише тим, що не визнають рішень Вселенських соборів після Ефеського собору 431 року. З православною церквою мають незначні розбіжності у христології, обрядова сторона переважно однакова або дуже близька. Починаючи з XX століття неодноразово здійснювалися спроби відновлення євхаристійної єдності з Православною церквою, але попри прогрес досі вони не завершилися успіхом.
До орієнтальних православних церков належать шість церков, які постійно підтримують євхаристійне спілкування:
- Вірменська апостольська церква;
  - Кілікійський католикосат Вірменської апостольської церкви
  - Константинопольський вірменський патріархат
  - Єрусалимський вірменський патріархат
- Ефіопська православна церква Тевахедо;
- Еритрейська православна церква Тевахедо;
- Коптська православна церква Александрії;
  - Французька коптська православна церква
- Маланкарська православна сирійська церква (Індійська православна церква);
  - Брахмаварська (Ґоанська) православна церква

- Сирійська православна церква;
  - Яковитська сирійська християнська церква

У сукупності вони вважають себе єдиною, святою, соборною та апостольською Церквою, заснованою Ісусом Христом у своєму Великому дорученні, і що її єпископи є наступниками Христових апостолів. Більшість церков-членів є частиною Світової ради церков. Серед церков практикуються три дуже різні обряди: західний вірменський обряд, західно-сирійський обряд Сирійської церкви та Маланкарської церкви Індії та александрійський обряд коптів, ефіопців та еритрейців.
Орієнтальні православні церкви мали спільний зв'язок з римською церквою та константинопольською церквою в Римській Імперії до Халкідонського собору в 451 р. н. е., а також із іншими Східними «Халкедонськими» церквами до Ефеського собору в 431 р. н. е..
Більшість орієнтальних православних християн проживає в Єгипті, Ефіопії, Еритреї, Індії та Вірменії, а менші громади сирійців проживають на Близькому Сході — зменшуються через переслідування. Є також багато в інших частинах світу, сформованих завдяки діаспорі, наверненням та місіонерській діяльності.
Іноді зараховується до давніх орієнтальних церков колишня Давня Маронітська церква (кінець VII століття — кінець XII століття). Однак у даний час (з 1182 роки) Маронітська церква сповідує католицьку догматику і є однією з Східних католицьких церквов. На відміну від більшості інших Східних католицьких церков, вона сталися не в результаті укладення унії з Латинською церквою частини будь-якої Стародавньої східної церкви, а в результаті прийняття католицької догматики всією церквою.

## Назва та характеристики
Назва «Орієнтальні православні церкви» була придумана для Конференції в Аддис-Абебі в 1965 році. На той час там брало участь п'ять церков, Еритрейська церква ще не була автокефальною.
Інші назви, якими відомі церкви, включають давньосхідну, давньосхідну, малосхідну, антихалкедонську, нехалкедонську, дохалкедонську, міафізитську чи монофізитську, хоча Східна Церква однаково анти-, не- і попередньо -Халкедонська.

### Богослов'я та еклезіологія
Орієнтальні православні церкви відрізняються визнанням лише перших трьох екуменічних соборів у період державної церкви Римської імперії — Першого Нікейського собору 325 року, Першого Константинопольського собору 381 року та Ефеського собору 431 року.
Орієнтальне Православ'я поділяє багато теології та багатьох церковних традицій зі Східною Православною Церквою; вони включають подібну доктрину спасіння та традицію колегіальності між єпископами, а також шанування Богородиці та використання Нікейського Символу Віри.
Основною теологічною різницею між двома спільнотами є різна христологія. Орієнтальне православ'я відкидає халкедонське визначення і натомість приймає формулу міафізиту, вважаючи, що людська і божественна природа Христа єднані. Історично ранні прелати Орієнтальних Православних Церков вважали, що халкедонське визначення означало можливу відмову від Трійці або поступку несторіанству.
Розрив спілкування між Імперською римською та орієнтальнимиправославними церквами відбувся не раптово, а поступово протягом 2-3 століть після Халкідонського собору. Зрештою дві спільноти створили окремі установи, і орієнтальні православні не брали участі в жодному з пізніших екуменічних соборів.
Орієнтальні православні церкви зберігають власну давню апостольську спадкоємність. Різні церкви керуються святими синодами, а єпископ primus inter pares виконує функції предстоятеля. Примати мають титули, такі як патріарх, католикос і папа. Александрійський папа, Антіохійський патріархат разом з Римом, був одним з найвидатніших місць ранньохристиянської церкви.
Орієнтальна православна церква не має такого керівника, як Римо-католицька церква, а також спільнота не має лідера, який міг би скликати екуменічні синоди, як у Православній церкві це робить Вселенський патріарх.

### Нехалкидонська христологія
Розкол між орієнтальним православ'ям і прихильниками халкедонського християнства базувався на відмінностях у христології. Перший Нікейський собор у 325 р. проголосив, що Ісус Христос є Богом, тобто «однозначним» з Отцем. Пізніше третій вселенський собор, Ефеський собор, проголосив, що Ісус Христос, хоч і божественний, і людський, є лише однією істотою або людиною (іпостась). Таким чином, Ефеський собор явно відкинув несторіанізм, христологічне вчення про те, що Христос був двома різними істотами, однією божественною (Логос) і однією людиною (Ісус), які мешкали в одному тілі. Церкви, які згодом стали орієнтальними православ'ям, були твердо антинесторіанськими, а тому рішуче підтримували рішення, ухвалені в Ефесі.
Через двадцять років після Ефесу Халкідонський собор підтвердив думку, що Ісус Христос був єдиною людиною, але в той же час проголосив, що ця одна людина існує «у двох цілісних природах», одна людська і одна божественна. Ті, хто виступав проти Халкідону, розглядали це як поступку несторіанству або навіть як змову з метою крадіжки перетворити християнську церкву на несторіанізм. Як результат, протягом наступних десятиліть вони поступово відокремилися від спілкування з тими, хто прийняв Халкідонський Собор, і сформували орган, який сьогодні називають Орієнтальними Православними Церквами.
Часом халкедонські християни називали орієнтальних православних монофізитами — тобто, звинувачуючи їх у дотриманні вчень Євтиха (бл. 380 — бл. 456), який стверджував, що Ісус Христос був зовсім не людиною, а тільки божественний. Монофізитизм був засуджений як єретичний поряд з несторіанством, і звинувачувати церкву в монофізитстві — це означає звинувачувати її в тому, що вона впадає в протилежну крайність від несторіанства. Однак самі орієнтальні православні відкидають цей опис як неточний, офіційно засудивши вчення як Несторія, так і Євтиха. Натомість вони визначають себе як міафізити, вважаючи, що Христос має одну природу, але ця природа є одночасно людиною і божеством.

### Сучасні вирівнювання
Сьогодні орієнтальні православні церкви перебувають у повному спілкуванні між собою, але не зі Православною церквою чи будь-якими іншими церквами; Орієнтальні православні церкви, перебуваючи у спілкуванні, не утворюють єдиної церкви, як католики чи східні православні. Повільний діалог щодо відновлення спілкування між двома православними групами розпочався в середині 20 століття, а також ведеться діалог між Орієнтальним православ'ям та Католицькою церквою та іншими. У 2017 році було відновлено взаємне визнання хрещення між коптською православною церквою Олександрії та католицькою церквою. Також хрещення взаємно визнається між Вірменською апостольською церквою та католицькою церквою.
Орієнтальні православні церкви, як правило, вважаються більш консервативними щодо соціальних питань, а також захопленими екуменічними відносинами з неправославними християнськими церквами. Усі орієнтальні православні церкви є членами Світової ради церков.

## Історія

### Після Халкідоського собору (451р.)
Розкол між орієнтальними православними та рештою християнства відбувся у V столітті. Розділення частково призвело до відмови Папи Діоскора I Олександрійського та інших тринадцяти єгипетських єпископів прийняти христологічні догми, проголошені Халкідонським Собором, який стверджував, що Ісус перебуває у двох природах: одній божественній та одній людині. Вони прийняли б лише «з двох натур», але не «з двох натур».
Для ієрархів, які очолювали б орієнтальних православних, остання фраза була рівнозначною визнанню несторіанства, що виражалося термінологією, несумісною з їхнім розумінням христології. Несторіанізм розумівся як бачення Христа у двох окремих природах, людській та божественній, кожна з різними діями та досвідом; на противагу цьому Кирило Олександрійський виступав за формулу «Одна природа Бога, втілений логос» (або, як перекладають інші, «Одна втілена природа слова»), наголошуючи на єдності втілення над усіма іншими міркуваннями. Не зовсім зрозуміло, що сам Несторій був несторійцем.
Тому орієнтальні православні церкви часто називали «монофізитами», хоча вони відкидають цей ярлик, оскільки це пов'язано з євтихійським монофізитизмом; вони віддають перевагу терміну «міафізит». Орієнтальні православні церкви відкидають те, що вони вважають єретичним вченням монофізита Аполлінарія Лаодикійського та Євтихія, диофізитським визначенням Халкедонського Собору та Антіохенською Христологією Теодора Мопсуестійського, Несторія, Феодорета та Ібаси Едеського.
Хрістологія, хоча і важлива, не була єдиною причиною відмови Олександрійської церкви прийняти декларації Халкідонського Собору; політичні, церковні та імперські питання в цей період гостро обговорювались.
У наступні роки після Халкідону константинопольські патріархи з перервами залишались у спілкуванні з нехалкидонськими патріархами Олександрії та Антіохії (див. Генотикон), тоді як Рим залишався поза спілкуванням з останніми та в нестабільному спілкуванні з Константинополем. Лише в 518 р. Новий візантійський імператор Юстин I (який прийняв Халкідон) вимагав від Церкви в Римській імперії прийняти рішення собору.
Юстин наказав замінити всіх нехалкедонських єпископів, включаючи патріархів Антіохії та Олександрії. Ступінь впливу єпископа Риму на цю вимогу була предметом дискусій. Юстиніан I також намагався привести тих ченців, які все ще відхиляли рішення Халкідонського собору, до спілкування з великою церквою. Точний час цієї події невідомий, але, як вважають, це було між 535 і 548 роками.

Святого Авраама Фаршутського викликали до Константинополя, і він вирішив взяти з собою чотирьох ченців. Після прибуття Юстиніан викликав їх і повідомив, що вони або приймуть рішення ради, або втратять свої посади. Авраам відмовився розважати цю ідею. Теодора намагалася переконати Юстиніана змінити свою думку, мабуть, безрезультатно. Сам Авраам заявив у листі до своїх ченців, що вважає за краще залишатися у вигнанні, а не підписувати віру, яка, на його думку, суперечить вірі Афанасія Олександрійського.

### ХХ століття
До 20-го століття халкедонський розкол не сприймався з такою ж важливістю, і після кількох зустрічей між властями Святого Престолу та Орієнтальним Православ'ям у спільній заяві сирійського патріарха Мар Ігнатія Закки І Іваса та Римського Папи з'явилися примирення. Іван Павло II у 1984 році: Плутанина та розкол, що відбулися між їх Церквами в пізніші століття, вони усвідомлюють сьогодні, жодним чином не впливають і не торкаються суті їх віри, оскільки вони виникли лише через різницю в термінології та культурі та в різних формулах, прийнятих різними теологічними школи, щоб висловити те саме. Відповідно, сьогодні ми не знаходимо реальних підстав для сумних розколів та розколів, які згодом виникли між нами стосовно доктрини Втілення. На словах і в житті ми визнаємо справжнє вчення про Христа, нашого Господа, незважаючи на різницю в тлумаченні такої доктрини, що виникла під час Халкедонського Собору.
Згідно з канонами східних православних церков, чотири єпископи Риму, Константинополя, Олександрії та Антіохії отримали статус патріархів; іншими словами, древні апостольські центри християнства Першим Нікейським Собором (що передбачав розкол) — кожен з чотирьох патріархів відповідав за цих єпископів і церкви в межах своєї власної території Церкви. Таким чином, єпископ Риму завжди вважав, що інші є повністю суверенними у своєму районі, а також «першими серед рівних», завдяки традиційному переконання, що апостоли Святий Петро та Святий Павло були замучені в Римі.
Технічною причиною розколу було те, що єпископи Риму та Константинополя відлучили від церкви нехалкедонських єпископів у 451 р. за те, що вони відмовились прийняти вчення «у двох природах», тим самим оголосивши їх поза спілкуванням.
Найвища посада орієнтального православ'я — це патріарх. У місцевих орієнтальних православних громадах коптської, вірменської, еритрейської, ефіопської, сирійської та індійської (Маланкарської) православних церков є патріархи. Титул папи, як його використовував провідний єпископ Коптської церкви, має значення «Батько» і не є юрисдикційним титулом.

## Богослужіння

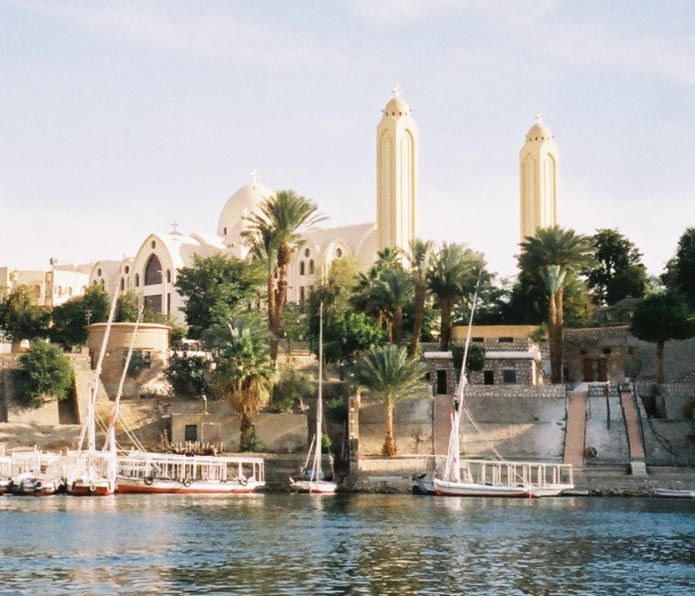
Асуанський коптський православний собор в Єгипті

Східні православні християни, такі як копти, сирійці та індіанці, використовують бревіарій, такий як Агпея та Шехімо, відповідно, щоб молитися за канонічними годинами сім разів на день, дивлячись на схід у напрямку до Єрусалиму, в очікуванні Другого пришестя Ісуса; ця християнська практика сягає своїм корінням у Псалом 118: 164, в якому пророк Давид молиться Богові сім разів на день. Перед молитвою вони миють руки та обличчя, щоб перед тим бути чистими і подати найкраще Богу; взуття знімається, щоб визнати, що хтось молиться перед святим Богом. У цій християнській традиції заведено, щоб жінки під час молитви носили християнські головні убори.
Вірменська апостольська церква, Маланкарська православна сирійська церква та Сирійська православна церква відзначають свята за григоріанським календарем; Ефіопська православна церква Тевахедо та Еритрейська православна церква Тевахедо за ефіопським календарем, а Коптська православна церква Александрії за коптським календарем. Варто зауважити, що ефіопський і коптський календарі мають ту астрономічну хибу, що і юліанський календар.

## Географічний розподіл
Згідно з Енциклопедією релігії, орієнтальне православ'я є християнською традицією, «найважливішою з точки зору кількості вірних, що проживають на Близькому Сході», яка, поряд з іншими східнохристиянськими спільнотами, являє собою автохтонну християнську присутність, витоки якої сягають ще часів народження та поширення ісламу на Близькому Сході.
Це домінуюча релігія у Вірменії (94 %) та етнічно невизнаною Нагірно-Карабахською Республікою (95 %).
Орієнтальне православ'я є переважаючою релігією в Ефіопії (43,1 %), тоді як протестанти становлять 19,4 %, а іслам — 34,1 %. Найбільш поширений він у двох регіонах Ефіопії: Амхарі (82 %) та Тігреї (96 %), а також у столиці Аддіс-Абеби (75 %). Це також одна з двох основних релігій в Еритреї (40 %).
Це меншість в Єгипті (<20 %), Судані (3–5 %), Сирії (2–3 % з 10 % загальної кількості християн), Лівані (10 % з 40 % християн в Лівані або 200 000 вірмен та членів Церкви Сходу) та Кералі, Індія (7 % із 20 % загальної кількості християн у Кералі). За загальною кількістю членів Ефіопська церква є найбільшою з усіх східних православних церков і посідає друге місце серед усіх православних церков серед східних та східних церков (кількість перевищує лише Російська православна церква).
Також особливе значення мають Константинопольський вірменський патріархат у Туреччині та Вірменська апостольська церква Ірану. Ці орієнтальні православні церкви представляють найбільшу християнську меншину в обох цих переважно мусульманських країнах, Туреччині та Ірані.

### Організації
Орієнтальні православні церкви — це спільність шести автокефальних (тобто адміністративно повністю незалежних) регіональних церков. Кожна церква визначила географічні межі своєї юрисдикції, і нею керує рада єпископів або синод під головуванням старшого єпископа — її предстоятеля (або першого ієрарха). Предстоятель може носити почесний титул папи (за Олександрійською традицією), патріарха, абани (за ефіопською традицією) або католикоса.
Кожна обласна церква складається з установчих єпархій (або єпархій), якими керує єпископ. Деякі церкви дали єпархію або групу єпархій різного ступеня автономії (самоврядування). Такі автономні церкви підтримують різний рівень залежності від своєї матері-церкви, як правило, це визначено в документі про автономію.
Нижче наведено перелік шести автокефальних православних церков, що становлять основну частину східного православного християнства, і всі вони мають титули, рівні між собою. Виходячи з визначень, список ведеться в алфавітному порядку, також перелічені деякі автономні церкви та екзархати, що входять до їх складу.
Існує ряд церков, які вважаються неканонічними, але члени та священнослужителі яких можуть або не можуть бути у спілкуванні з більшим орієнтальним православним спілкуванням. Прикладами можуть бути Кельтська православна церква, Давня британська церква та останнім часом Британська православна церква. Ці організації перейшли і вийшли з офіційного визнання, але члени рідко стикаються з відлученням, коли визнання закінчується. Приматів цих церков, як правило, називають episcopi vagantes або ваганти.

## Внутрішні суперечки

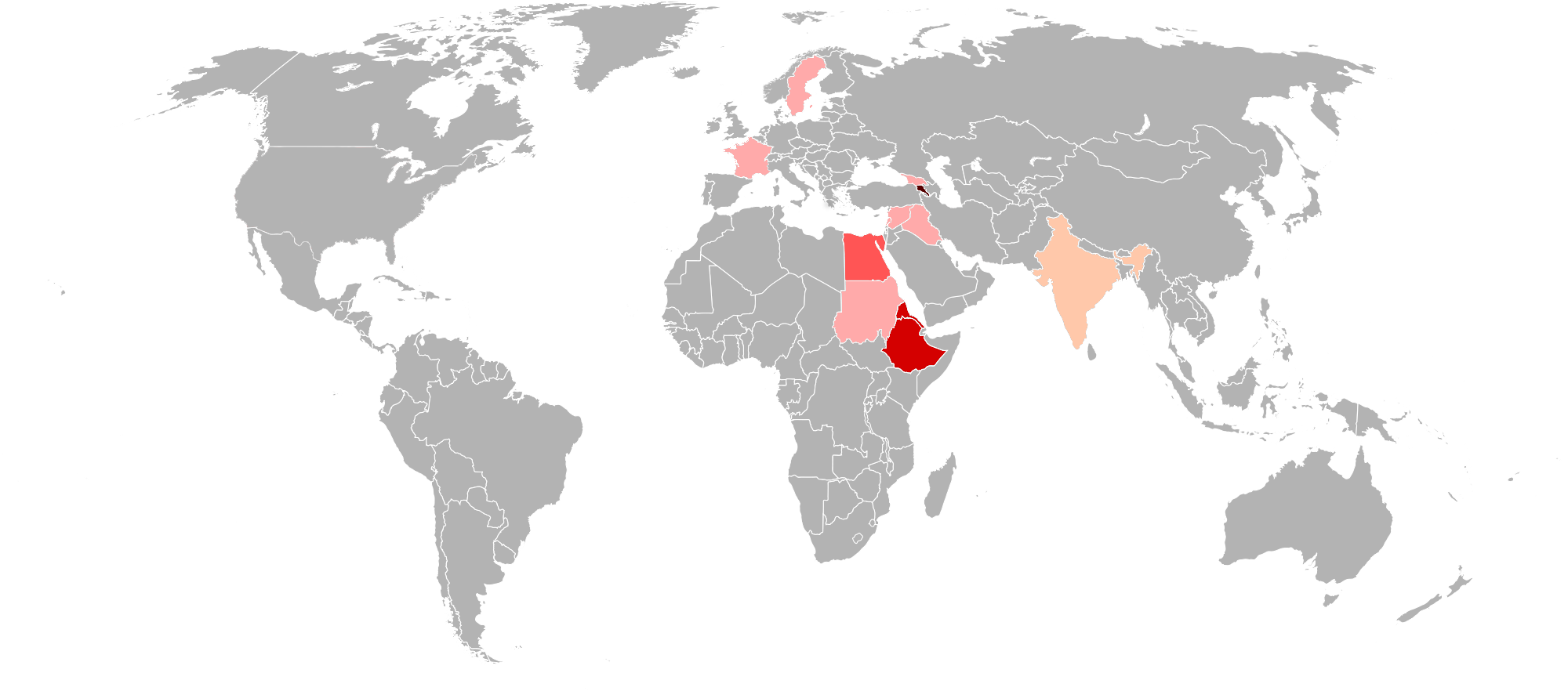
Розподіл орієнтальних православних християн у світі за країнами:
Головна релігія (більше ніж 75%)
Головна релігія (50–75%)
Важлива релігія меншин (20–50%)
Важлива релігія меншин (5–20%)
Релігія меншин (1–5%)
Крихітна релігія меншини (менше 1%), але має помісну автокефалію

В орієнтальних православних церквах тривають численні внутрішні суперечки. Ці суперечки спричиняють менший або більший ступінь порушення спілкування.

### Вірменія
Найменш розділяють ці суперечки всередині Вірменської апостольської церкви, між Католикосатом Ечміадзін і Католикосатом Великого дому Кілікії. Поділ двох католикосататів відбувся через часті переїзди церковних штаб-квартир через політичні та військові потрясіння.
Поділ між двома державами посилився в радянський період. Деякі західні єпископи та священнослужителі вважали, що Святий Престол Ечміадзіна був полоненою комуністичною маріонеткою. Прихильники цієї заснованої громади, незалежної від Ечміадзіна, заявляючи про вірність Престолу, що базується в Антеліасі в Лівані. Дивізія була офіційно оформлена в 1956 році, коли Антелія (Кілікійський) Престол відокремився від Ечміадзінського престолу. Незважаючи на визнання верховенства Католикоса всіх вірмен, Кілікійський католикос управляє духовенством та єпархіями самостійно. Однак суперечка взагалі не спричинила порушення спілкування між двома церквами.

### Ефіопія
У 1992 році, після зречення Абуна Меркоріоса та обрання Абуна Паулоса, деякі ефіопські православні єпископи в США стверджували, що нові вибори були недійсними, і оголосили про свою незалежність від адміністрації Аддис-Абеби, утворивши окремий синод. 27 липня 2018 року представники обох синодів досягли згоди. Згідно з умовами угоди, Абун Меркоріос був відновлений на посаді патріарха поряд з Абуне Матіасом (наступником Абуна Паулоса), який і надалі буде відповідати за адміністративні обов'язки, а два синоди були об'єднані в один синод, а будь-які відлучення між ними скасовано .

### Індія
Індійці, які дотримуються орієнтальної православної віри, належать до Маланкарської православної сирійської церкви та Якобітської сирійської християнської церкви. Ці дві церкви були об'єднані до 1912 року і після 1958 року, але знову розділилися в 1975 році. Маланкарська православна, також відома як Індійська православна церква, є автокефальною церквою. Його очолюють Католикос Сходу та Маланкарський митрополит. Якобітська сирійська християнська церква є автономним органом Сирійської православної церкви в Індії. Його очолює регіональний голова Індії Католикос.
Малабарська незалежна сирійська церква також дотримується орієнтальних православних традицій, але не є спільною з іншими орієнтальними православними церквами.

## Випадкові плутанини
Ассирійську церкву Сходу іноді неправильно описують як орієнтальну православну церкву, хоча її витоки лежать у суперечках, що передували Халкедонському собору, і вона випливає з іншої христології, ніж орієнтальне православ'я. Історична Церква Сходу була церквою Великого Ірану і проголосила себе відокремленою від державної церкви Римської імперії у 424–27 роках, за роки до Халкідону. Теологічно Церква Сходу була пов'язана з вченням про несторіанізм і, таким чином, відкинула Ефеський собор, який оголосив несторіанство єретичним у 431 р. Христологія орієнтальних православних церков фактично розвивалася як реакція проти несторіанської христології, яка підкреслює відмінність людської та божественної природи Христа.
В Індії існує багато дублюючих церковних юрисдикцій, здебільшого із сирійською літургійною спадщиною з центром у штаті Керала. Автономну якобітську сирійську християнську церкву, яка входить до складу Сирійської православної церкви, досить часто плутають з автокефальною Маланкарською православною сирійською церквою через схожість їх назв.